# 1783

## Esdeveniments
Països Catalans
Resta del món
- 7 de febrer - Gibraltar i Badia d'Algesires: les tropes espanyoles aixequen el Setge de Gibraltar (1779-1783), ja que les forces de la ciutat van resistir-lo, en el context de la Guerra d'Independència dels Estats Units.
- 12 de juliol - Cadis: Primer número de la revista La Pensadora Gaditana, editada per Beatriz Cienfuegos.[1]
- 3 de setembre, París, Regne de França: Es ratifica el Tractat de París que acaba la Guerra de la Independència dels Estats Units. Entre molts altes resultats, Menorca retorna a l'esfera espanyola.
- Es declara una epidèmia a la ciutat de Lleida i el Pla d'Urgell, que el metge Josep Masdevall controla mitjançant una teràpia de la seva invenció.

## Naixements
Països Catalans
- 16 d'abril, Barcelona: Santa Joaquima de Vedruna, fundadora religiosa (m. 1854).[2]

Resta del món
- 23 de gener: Stendhal, escriptor francès (m. 1842).
- 19 de juliol, Tilburg: Henriëtte Geertruida Knip, pintora neerlandesa especialitzada en pintura de bodegons de flors (m. 1842).[3]
- 24 de juliol, Caracas, Veneçuela: Simón Bolívar, militar i polític veneçolà (m. San Pedro de Alejandrino, Colòmbia 1830).[4]
- París: Pierre Claude François Delorme, pintor neoclàssic francès que es va dedicar esp2ecialment a la pintura d'història.

## Necrològiques
Països Catalans
- 20 de desembre, El Escorial, Castella la Nova: Antoni Soler i Ramos, compositor i organista garrotxí (54 anys).
- Ferrara: Joan Nuix, jesuïta toranès (desterrat).

Resta del món
- 18 de gener, París: Jeanne-Françoise Quinault, actriu francesa i salonnière (n. 1699).[5]
- 17 d'abril, París (França): Louise d'Épinay, escriptora.[6]
- 18 de setembre, Sant Petersburg, Imperi Rus: Leonhard Euler, matemàtic i físic suís (n. 1707).[7]
- 24 d'octubre, París: Jean le Rond d'Alembert, matemàtic i filòsof francès (65 anys).
- 10 de novembre: Marianne Pirker, cantant alemanya
- 16 de desembre: Arima Yoriyuki, matemàtic japonès (n. 1714).